# Itmaharela
Itmaharela là một chi bướm đêm thuộc họ Erebidae.